# Empire State Automobile Company
Empire State Automobile Company war ein US-amerikanischer Hersteller von Automobilen.

## Unternehmensgeschichte
Das Unternehmen wurde im Mai 1900 in Rochester im US-Bundesstaat New York gegründet. Im gleichen Jahr begann die Produktion von Automobilen. Der Markenname lautete Empire State. 1901 endete die Produktion.

## Fahrzeuge
Im Angebot stand nur ein Modell. Es ähnelte vielen anderen amerikanischen Kleinwagen jener Zeit. Ein Einzylindermotor mit 4,5 PS Leistung war unter dem Sitz montiert und trieb über eine Kette die Hinterachse an. Die offene Karosserie des Runabouts bot Platz für zwei Personen. Gelenkt wurde mit einem Lenkhebel. Die Räder waren Drahtspeichenräder. Auf Kotflügel wurde verzichtet.